# Karen Pence
Karen Sue Pence, già coniugata Whitaker e nata Batten, (McConnell Air Force Base, 1º gennaio 1957) è un'insegnante e pittrice statunitense, 38ª Second lady degli Stati Uniti d'America dal 2017 al 2021 in qualità di moglie di Mike Pence, 48º Vicepresidente degli Stati Uniti d'America . In precedenza, Pence ha ricoperto il ruolo di First Lady dello Stato dell'Indiana mentre il marito era Governatore dell'Indiana dal 2013 al 2017.

## Biografia
Karen Pence è cresciuta a Broad Ripple, Indianapolis, dove si è diplomata alla Bishop Chatard High School. È figlia di Lillian (nata Hacker; 1931-2004) e John Batten († 1988). Si è laureata alla Butler University per diventare insegnante d'arte. Karen Pence ha insegnato alla John Strange Elementary, alla Acton Elementary, alla Fall Creek Elementary e alla Orchard School, tutte a Indianapolis.

### Vita privata
Karen Pence ha incontrato il suo futuro marito Mike nella chiesa di San Tommaso d'Aquino a Indianapolis, dove ha partecipato a una messa in cui lei suonava la chitarra e cantava canzoni cristiane. I due hanno tre figli Michael, un sottotenente del Corpo dei Marines degli Stati Uniti, Sarah, una scrittrice e Audrey.